# PDF 417

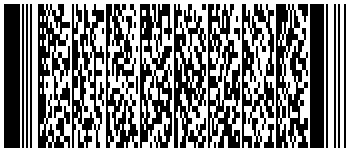
Kod piętrowy PDF417

PDF 417 (od ang. Portable Data File) – dwuwymiarowy piętrowy alfanumeryczny ciągły modularny samosprawdzalny kod kreskowy opracowany w 1990 roku przez Symbol Technologies. Symbolika została w 1994 włączona przez organizację AIM do Wykazu Ujednoliconych Symbolik (ang. USS – Uniform Symbol Specifications) i jest dostępna w domenie publiczniej. Jednakże za pobranie jej specyfikacji ze stron aimglobal.org należy uiścić opłatę. Na licencji otwartego oprogramowania dostępne jest oprogramowanie ją kodujące oraz dekodujące.
Symbolika ta została wybrana przez organizację AIAG (Automotive Industry Action Group) do stosowania w niektórych dziedzinach związanych z przemysłem motoryzacyjnym. Jej odmiana jest wykorzystywana również jako element 2D symbolik złożonych EAN.UCC.